# 이피로스 전제공국

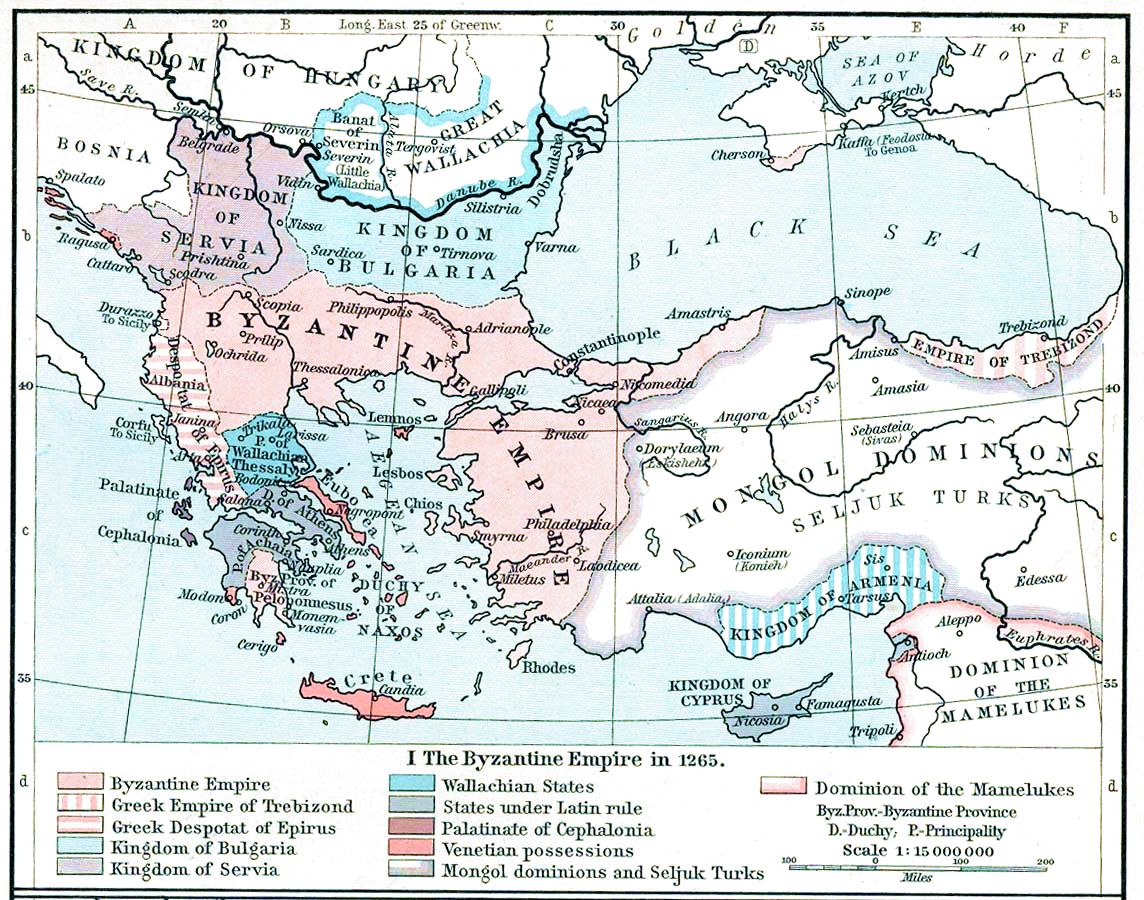
1265년 당시 동로마 제국과 트라페주스, 이피로스의 판도

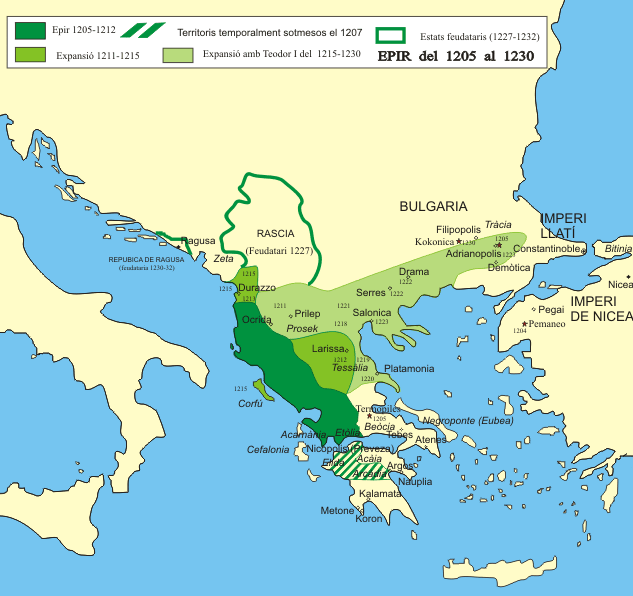
이피로스 전제공국의 확장 (1215 - 1230)

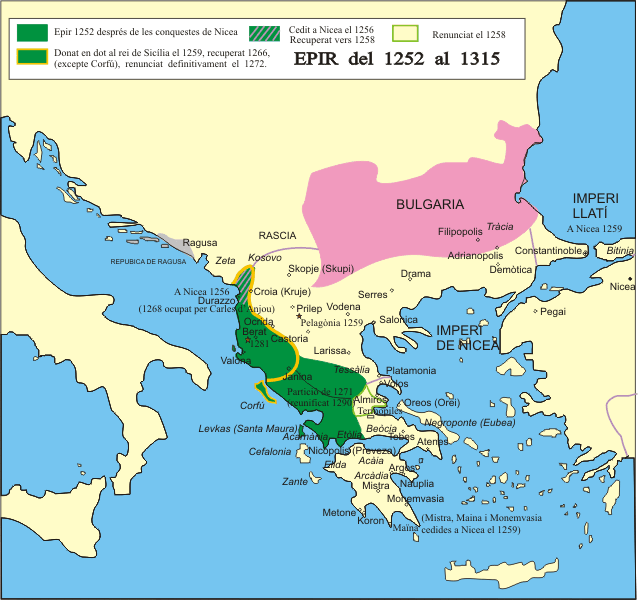
이피로스 전제공국의 축소 (1252- 1315)

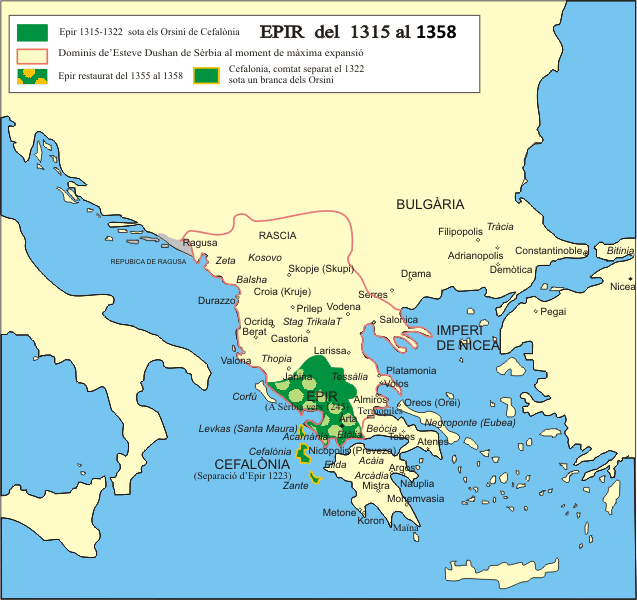
이피로스 전제공국의 축소 (1315 - 1358)

이피로스 전제공국(중세 그리스어: Δεσποτάτο της Ηπείρου)은 제4차 십자군으로 인해 콘스탄티노폴리스가 함락되자 라틴 제국의 성립에 반기를 든 두카스 가문의 영도 아래 정비된 세력이 세운 나라이다.
1230년 2대 군주 테오도로스 콤니노스 두카스가 불가리아와의 클로코드니차 전투에서 포로가 된 이후 둘로 나뉘었고 1338년 동로마 제국의 유능한 황제 안드로니코스 3세는 이피로스 전제공국을 멸망시키고 동로마 제국에 병합하기에 이른다.
이후 공작위는 여러 가문을 전전하다 1479년 멸망했다.

## 역대 군주

### 콤니노스-두카스 가 (1204 - 1318)
- 미하일 1세 콤니노스 두카스(1204 - 1215)
- 테오도로스 콤니노스 두카스(1215 - 1230)
- 미하일 2세 콤니노스 두카스(1230 - 1271)
- 니키포로스 1세 콤니노스 두카스 (1271 - 1297)
- 토마스 1세 콤니노스 두카스 (1297 - 1318)

### 오르시니 가문(1318 - 1338)
- 니콜라오스 (1318-1323)
- 요안니스 (1323-1335)
- 니키포로스 2세 오르시니 (1335 - 1338)
  - 1338년 동로마 제국에 합병됨.

### 네마니치 가 (1359 - 1385)
- 시메온 우로쉬 (1359 - 1367)
- 토마스 2세 (1367-1384)
- 마리아 앙겔리나 (1384-1385)

### 부온델몬티 가 (1385 - 1411)
- 에사우 (1385-1411)
- 요르요스 (1411)

### 토코 가 (1411 - 1479)
- 카롤로스 1세 (1411-1429)
- 카롤로스 2세 (1429-1448)
- 레오나르도스 (1448-1479)

## 같이 보기
- 니케아 제국
- 동로마 제국
- 제4차 십자군
- 테오도루스